# 立野香菜子
立野香菜子（1月4日—），日本女性配音員。出身於宮城縣仙台市。身高162cm。 B型血。

## 來歷
- 隸屬於青二Production，青二塾東京校第19期出身[1]。高校時期就讀理科科系。大學專攻機械工學系。上京發展之後有擔任皮套演員的工作經驗。

### 人物簡介
- 暱稱有。擅長方言為仙台方言[1]。
- 為人熟悉的代表配音作品有動畫《放學後的昴星團》的伊月、《童話槍手小紅帽》的白雪公主。
- 遊戲方面，有《純愛手札4》的艾莉莎·D·鳴瀨、《召喚夜響曲》系列的克儂、《交響曲傳奇》的柯林及《絕體絕命都市（日语：絶体絶命都市）》系列的比嘉夏海。
- 擁有講道館柔道經驗和初段資格及東京消防廳救命技能檢定資格[1]。
- 興趣有寶塚音樂劇鑑賞、觀賞飛機、空想[1]。
- 特長是古典芭蕾，幼少時期學過芭蕾舞。其它還有新體操、動作類演技[1]。

## 演出作品
※粗體字表示說明飾演的主要角色。

### 電視動畫
2000年
- 勝負師傳說 哲也（少年、男孩子）

2001年
- 激鬥戰車TURBO（胡麻野真之介、金龍乘〈少年時期〉）
- 最終幻想：無限（異界人士B）
- 聖石小子（奇諾、美樂蒂雅、莉莉絲·尼那）

2002年
- 禁獵魔女（加山理彩、婚約者、機械聲音）
- Kanon (第1作)（護理人員、女學生）
- 足球小將翼 (平成版)（日向勝）
- 激鬥戰車TURBO（鷲田廣、愛田、篠宮林、庫拉許·梅里、李春、史提夫·道格拉斯）
- Fortune Dogs（日语：ふぉうちゅんドッグす）
- 狐狸秀丸（日语：フォルツァ!ひでまる）（弗羅倫斯、嘉西亞）

2003年
- 激鬥戰車Nitro（日语：クラッシュギアNitro）（近藤一、船木老師、阿爾頓莎）
- L/R -Licensed by Royal-（日语：L/R -Licensed by Royal-）（朱莉亞）
- 機甲露寶（水島亮、客室乘務員、主任）
- 成惠的世界（工藤杏子）
- ONE PIECE（隆可）

2004年
- 陰陽大戰記（間宮由美、招待員）
- B傳說！戰鬥彈珠人（バークハート）

2005年
- 陰陽大戰記（甘露之海月太夫、弟、受理人員、畑的女性、巫女）
- Patalliro 西遊記！（日语：パタリロ西遊記!）（哪吒三太子）
- 完美超人Joe（小孩）

2006年
- 貝貝生活日記（日语：ペネロペ (絵本)#アニメ）（藥品店的老奶奶）
- 死亡代理人（ガタリ）
- 童話槍手小紅帽（白雪公主[2]）
- 我的裘可妹妹（小隅真澄）

2007年
- 電腦線圈（少年B）
- MOONLIGHT MILE 1st Season -Lift off-（日语：MOONLIGHT MILE）（服務生、記者A、記者）
- MOONLIGHT MILE 2nd Season -Touch down-（接線員）

2008年
- 波菲的漫長旅程（雷尼）
- 夜櫻四重奏（小孩）

2015年
- 放學後的昂星團（伊月[3]）

### OVA
2000年
- 傳心 守護月天！（女學生）

2003年
- 袖珍女侍小舞（日语：HAND MAID マイ）（舛田恭子）

2005年
- 伊里野的天空、UFO的夏天（島村清美）
- 童話槍手小紅帽（白雪公主）

2007年
- 交響曲傳奇 THE ANIMATION（柯林）
- 魔法無雙天使衝鋒突刺!! 呂布子（娜美）

### 電影動畫
2004年
- 機動戰士鋼彈 MS IGLOO（甲板士）
- 蒸汽男孩（約翰）

2005年
- AIR（神尾觀鈴的同學）

### 網路動畫
2001年
- 怪醫黑傑克（護理人員、光男）

2006年
- 幕末機關說（姑娘1、客人、客人2）

2011年
- 放學後的昴星團（伊月）

### 遊戲
2001年
- 燒肉奉行（美國小姐）

2002年
- 絕體絕命都市（日语：絶体絶命都市）（比嘉夏海）
- 虹色躲避球 少女們的的青春（神保瀨名）

2003年
- 召喚夜響曲3（克儂）
- 交響曲傳奇（柯林）

2005年
- 召喚夜響曲外傳 破曉之翼
- 劍魂III（艾美·索雷爾）

2006年
- 召喚夜響曲4（克儂）
- 絕體絕命都市2 -結凍的記憶-（日语：絶体絶命都市2 -凍てついた記憶たち-）（比嘉夏海）
- 柏青哥風雲錄5 ～青春篇（日语：パチパラシリーズ）（松嶋莉莉）
- 符文工廠 -新牧場物語-（賽西莉亞）
- 摔角天使 生存者（日语：レッスルエンジェルス）

2007年
- SD鋼彈 G世代 SPIRITS（拉·米拉·露娜）
- 柏青哥風雲錄6 ～熱情篇（松嶋莉莉、西野里佳子）
- Wonderland ONLINE -黑暗的禁咒-（莎夏）

2008年
- 天空之夢（日语：ソラユメ）（守永皋月〈少女時期〉）
- 符文工廠2（賽西莉亞、羅伊）
- 摔角天使 生存者2（ナスターシャ·ハン）

2009年
- SD鋼彈 G世代 WARS（拉·米拉·露娜）
- 絕體絕命都市3 -毀壞的城市語她的歌-（日语：絶体絶命都市3 -壊れゆく街と彼女の歌-）（比嘉夏海）
- 旋光輪舞DUO（日语：旋光の輪舞DUO）（拉娜塔斯）
- 純愛手札4（艾莉莎·D·鳴瀨）
- 乳臭未乾英雄譚 ～太陽和月亮的故事～（日语：なりそこない英雄譚〜太陽と月の物語〜）（帕尼尼）

2011年
- （八雲公佳）

2013年
- 時空幻境 交響曲傳奇 同音包（日语：テイルズ オブ シンフォニア ユニゾナントパック）（柯林）

2016年
- 召喚夜響曲6 消逝的境界（日语：サモンナイト6 失われた境界たち）（克儂[4]）
- （伊月）

2018年
- 絕體絕命都市4 Plus -夏日回憶-（比嘉夏海）

### 外語配音

#### 電視劇
- 追風少年（小魚〈劉香慈 飾演〉）

### 電視節目
- 突如其來！黃金傳說。（單元MC）
- 日立 發現世界不可思議的地方！（日语：日立 世界・ふしぎ発見!）

### 廣播劇CD
- 魔塔大陸2 少女們於世界中迴響的創造詩 廣播劇CD Vol.2 SIDE CLOCHE（レン）
- 拇指羅曼史（日语：親指からロマンス）（東宮千愛）

## 音樂作品
| 發行日期 | 標題                                                           | 名義                                                                                     | 曲名                                     | 商業搭配                             |
| 2006年   | 2006年                                                         | 2006年                                                                                   | 2006年                                   | 2006年                               |
| -------- | -------------------------------------------------------------- | ---------------------------------------------------------------------------------------- | ---------------------------------------- | ------------------------------------ |
| 10月4日  | 童話槍手小紅帽 角色迷你專輯 第1卷 ～小紅帽、白雪公主、睡美人～ | 四葉騎士團三槍士（田村由香里、立野香菜子、澤城美雪）                                     | 「」                                     | 電視動畫《童話槍手小紅帽》片尾曲     |
| 10月4日  | 童話槍手小紅帽 角色迷你專輯 第1卷 ～小紅帽、白雪公主、睡美人～ | 立野香菜子                                                                               | 「」                                     | 電視動畫《童話槍手小紅帽》插入曲     |
| 12月6日  | 童話槍手小紅帽 角色迷你專輯 第2卷 ～三槍士&蘋果～              | 立野香菜子                                                                               | 「Twinkle-twinkle」                      | 電視動畫《童話槍手小紅帽》插入曲     |
| 2007年   |                                                                |                                                                                          |                                          |                                      |
| 3月7日   | 童話槍手小紅帽 角色迷你專輯 第3卷 ～三槍士&歌麗德～            | 立野香菜子                                                                               | 「」                                     | 電視動畫《童話槍手小紅帽》片尾曲     |
| 2009年   |                                                                |                                                                                          |                                          |                                      |
| 3月12日  | 純愛手札4 Character Single BOX                                 | 艾莉莎·D·鳴瀨（立野香菜子）                                                              | 「」                                     | 遊戲《純愛手札4》vol.2 形象歌曲      |
| 2010年   |                                                                |                                                                                          |                                          |                                      |
| 3月19日  | 純愛手札4 Vocal&Storys Vol.2                                   | 艾莉莎·D·鳴瀨（立野香菜子）                                                              | 「純情可憐乙女CHA」                      | 遊戲《純愛手札4》vol.2 形象歌曲      |
| 2015年   |                                                                |                                                                                          |                                          |                                      |
| 4月15日  | 放學後的昴星團 Blu-ray YouTube版 特典CD                        | 昴琉（高森奈津美）、葵（大橋步夕）、伊月（立野香菜子）、光琉（牧野由依）、奈奈子（藤田） | 「」                                     | 網路動畫《放學後的昴星團》主題曲     |
| 5月27日  |                                                                | fragments（高森奈津美、大橋步夕、立野香菜子、牧野由依、藤田咲]）                           | 「」 「Stella-rium ～fragments cover～」 | 電視動畫《放學後的昴星團》片尾主題曲 |

### 其它
- TBS Channel（日语：TBSチャンネル）（庫坦的配音）

## 來源
1. 1 2 3 4 5 6 7 8 9  . 青二Production.   [2016-07-20]. （原始内容存档于2016-10-24） （日语）.
2. ↑  . MADHOUSE.   [2016-07-20]. （原始内容存档于2020-05-10） （日语）.
3. ↑  . MANTANWEB.   [2016-07-20]. （原始内容存档于2016-12-21） （日语）.
4. ↑  . 「召喚夜響曲6」公式官網. 萬代南夢宮娛樂.   [2016-07-20]. （原始内容存档于2020-08-09） （日语）.

## 外部連結
- 青二Production公式官網的聲優簡介 （页面存档备份，存于） （日語）
- もぎたてのKanako （页面存档备份，存于） （日語）－立野香菜子的公式個人部落格。
- Voice-Sample（YouTube） （页面存档备份，存于） （日語）